# Boss Level: Врятувати колишню
«Boss Level: Врятувати колишню» (англ. Boss Level) — науково-фантастичний бойовик Джо Карнагана, поставлений за його власним сценарієм. Головні ролі у фільмі виконують Мел Гібсон, Френк Ґрілло і Наомі Воттс.

## Сюжет
Відставний спецпризначенець Рой Палвер опиняється в пастці зловісної урядової програми нескінченної часової петлі, що веде його до смерті.

## В ролях
- Френк Ґрілло — Рой Палвер
- Мел Гібсон — полковник Клайв Вентор
- Наомі Воттс — Джемма Веллс
- Аннабелль Волліс — Еліс
- Кен Джонг — Чеф Джейк
- Вілл Сассо — Бретт
- Селіна Ло — Гуань-Йінь
- Мішель Єо — Дай Фен
- Матильда Олів'є — Габріель
- Квінтон Джексон та Рашад Еванс — близнюки
- Джо Карнаган — чоловік у закусочній

## Виробництво
У листопаді 2017 року було оголошено про те, що Мел Гібсон і Френк Ґрілло ведуть переговори про те, щоб виконувати головні ролі у фільмі Джо Карнагана, який він буде ставити за власним сценарієм. Подальший підбір акторів для фільму проходив у березні 2018 року і призвів до того, що Вілл Сассо, Наомі Воттс, Аннабелль Волліс і Роб Гронковскі долучилися до створення фільму. Знімання фільму почали в тому ж місяці в Джорджії. Кен Джонг, Матілд Оллів'є, Селіна Ло і Мішель Йео приєдналися до акторського складу фільму в наступному місяці.

## Цікаві факти
У лабораторії на екрані комп'ютера можна побачити візуалізацію водневих електронних орбіталей атома. А також у фільмі показали ігровий процес на аркадному автоматі, та гру у жанрі «файтинг» Street Fighter II в яку грали Рой і його син.